# غار
غار، حفره‌هایی هستند که به‌طور معمول بر اثر حل شدن سنگ‌ها با آب و ذوب شدن یخ‌ها ایجاد می‌شود. آب‌های زیرزمینی هنگام نفوذ در سنگ‌های آهکی آن‌ها را در خود حل و فضاهای خالی بین آن‌ها ایجاد می‌کند با ادامهٔ این فرایند غار ایجاد می‌شود. بزرگ‌ترین و شگفت‌انگیزترین غارها در سنگ‌های آهکی به وجود آمده‌اند. بعضی غارها، فقط یک حفرهٔ کوچک‌اند که فقط یک نفر می‌تواند وارد آن شود. برخی دیگر، گذرگاه‌ها و اتاقک‌های تو در تو دارند.
به تمام سنگ‌هایی که بعد از تشکیل فضای غار بر اثر چکیدن آب‌های فرورو در کف و دیواره‌های غار به وجود می‌آید غارسنگ می‌گویند که معروف‌ترین آن‌ها چکنده (استالاکتیت) و چکیده (استالاگمیت) هستند. به دانش مطالعه غارها، غارشناسی گفته می‌شود.
پارک ملی غار ماموت در کنتاکی، در ایالات متحده آمریکا، طولانی‌ترین غار دنیاست. راهروهای درهم‌پیچیدهٔ این غار، روی هم ۵۶۰ کیلومتر طول دارند. در ایران نیز غار علی‌صدر از غارهای بسیار دیدنی و طولانی استان همدان در کبودراهنگ است و همچنین غار چال‌نخجیر که در استان مرکزی واقع شده‌است.

## انواع و شکل‌گیری
شکل‌گیری و توسعه غارها به غارزایی مشهور است. غارهای تحت فرایندها زمین‌شناسی گوناگونی ایجاد می‌شوند و می‌توانند اندازه‌های مختلفی داشته باشند. این‌ها عبارتند از ترکیب فرایندهای شیمیایی، فرسایش در اثر آب، نیروهای تکتونیکی، میکروارگانیسم‌ها، فشار و تأثیرات جوی.
تخمین زده می‌شود که با توجه به فشار صخره‌های بالایی، عمق غارها نمی‌تواند از ۳۰۰۰ متر تجاوز کند. عمق غارهای کارست بر اساس فرایندهایی که در شکل‌گیری آن‌ها نقش دارد تعیین می‌شود، که با پایه صخره‌های کربنات در ارتباط است.
بیشتر غارها از حلال پوشی سنگ آهک تشکیل شده‌اند.

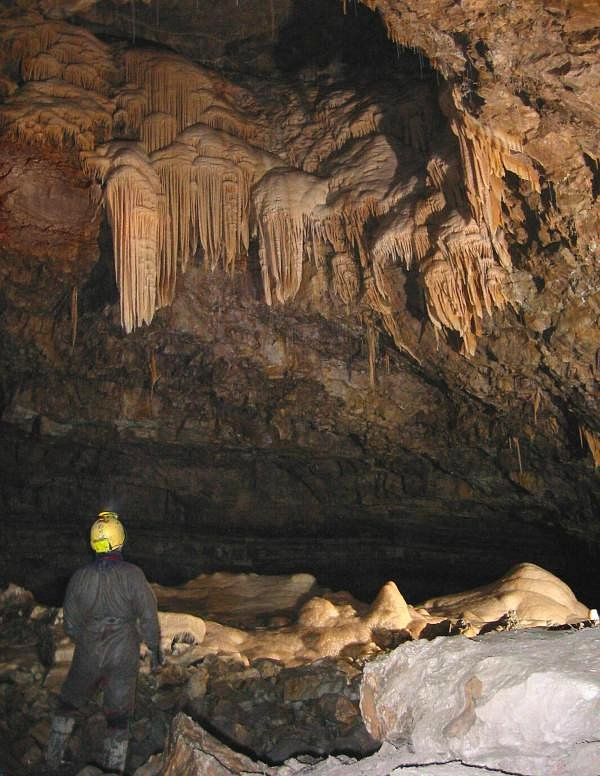
غارسنگ در تالار کوه کینگ، در جنوب ولز.

### غارهای حلال‌پوشی‌شده
غارهای حلال‌پوشی‌شده رایج‌ترین انواع غارند و این غارها از سنگ‌هایی تشکیل شده‌اند که حل شدنی اند، مانند سنگ آهک، اما می‌توانند از سنگ‌های دیگر نیز تشکیل شوند، از جمله سنگ گچ، دولومیت، مرمر، نمک و گچ فرنگی. سنگ در آب‌های زیرزمینی اسیدی حل می‌شود که از صفحه‌های بستر، گسل‌ها، اتصالات و غیره نشت می‌کنند. در طول دوره‌های زمین‌شناسی ترک‌ها گسترش می‌یابند و غارها و سیستم‌های غاری را ایجاد می‌کنند.
بزرگ‌ترین و بیشترین غارهای حلال‌پوشی‌شده از سنگ آهک ایجاد شده‌اند. سنگ آهک حلال پوشی با آب باران و آب‌های زیر زمینی واکنش می‌دهد و به‌طور طبیعی اسید آلی تولید می‌کند. فرایند انحلال یک شکل متمایز از زمین را ایجاد می‌کند که کارست نام دارد، که به وسیله گودال و زه‌کشی زیرزمینی مشخص می‌شود. غارهای سنگ آهکی، اغلب با آرایش کلسیم کربنات ته‌نشین شده تزیین می‌شوند. این شامل سنگ‌های جریانی، چکنده‌ها، چکیده‌ها، نی‌های نوشابه، و ستون‌ها می‌شود. نام این مواد معدنی دسته دوم غارسنگ است.
بخش‌هایی از یک غار حلال‌پوشی‌شده که پایین سطح ایستایی یا سطح محلی آب‌های زیرزمینی قرار دارد، مملو از آب خواهد بود.
اکنون اعتقاد بر این است که غار لچوگیا، در نیومکزیکو و اطراف پارک ملی حفره‌های کارل نوعی دیگر از غارهای حلال‌پوشی‌شده‌است. آن‌ها از گاز سولفید هیدروژن تشکیل شده‌اند، که از پایین به بالا می‌آید، جایی که مخازن نفت گاز سولفوردار را به بالا می‌فرستند. این گاز با آب زیرزمینی مخلوط می‌شود و سولفوریک اسید را ایجاد می‌کند. سپس این اسید با سنگ‌های آهک زمین حل می‌شوند و از بالا، آب اسیدی از سطح نفوذ می‌کند.

### غارهای اولیه

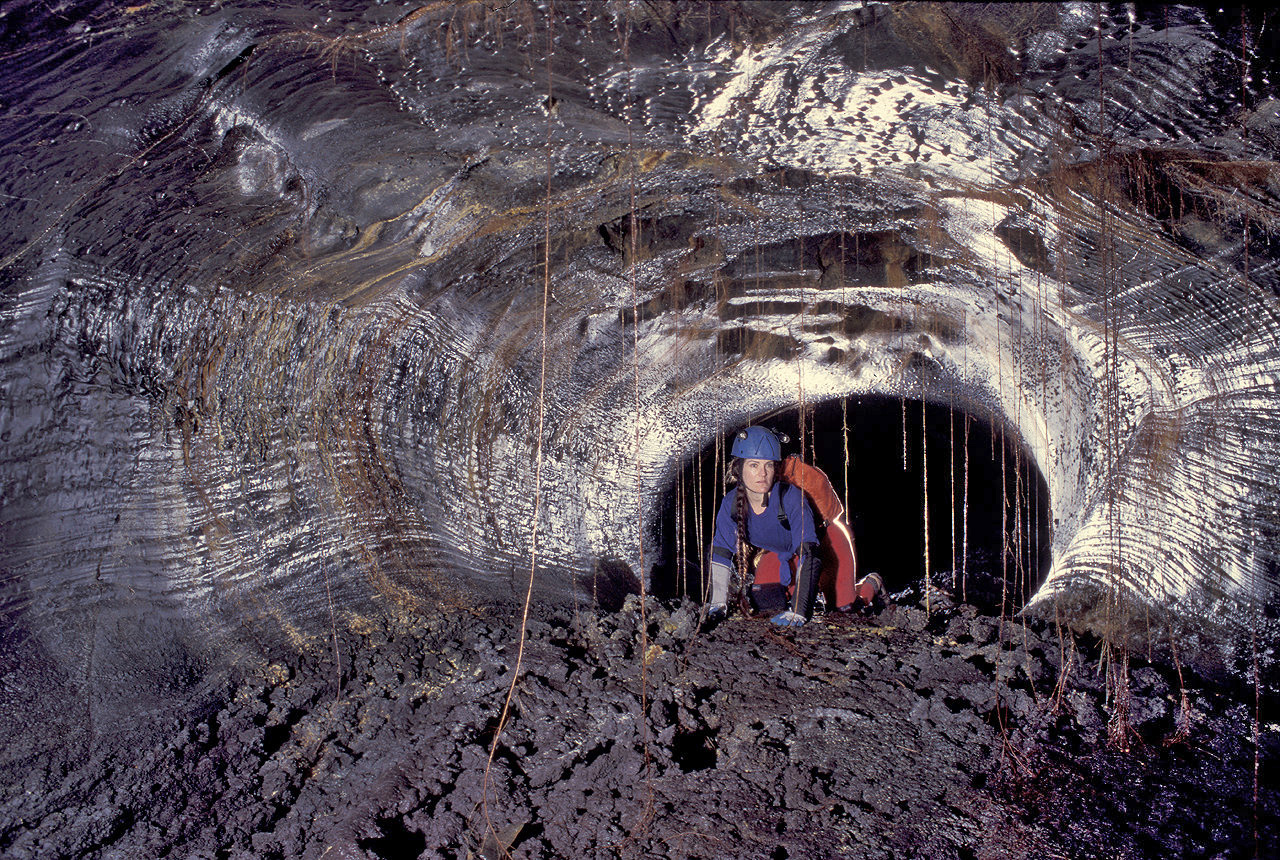
اکتشاف یک دالان گدازه در هاوایی.

غارهایی که هم‌زمان با سنگ‌های اطراف ساخته شده‌اند، غارهای اولیه نام دارند.
دالان‌های گدازه بر اثر فعالیت‌های آتشفشانی ایجاد شده‌اند و به عنوان غارهای اولیه شناخته می‌شوند. با حرکت گدازه به سمت پایین، سطح آن خنک و جامد می‌گردند. گدازه داغ در پایین پوسته به جریان خود ادامه می‌دهد، و اگر مقدار زیادی از آن خارج شود، یک دالان گدازه باقی می‌ماند. نمونه‌هایی از این غارها در جزایر قناری، ججو-دو، صفحات بازالتی ایداهو شرقی، و سایر مکان‌ها یافت می‌شود. غار کازومورا نزدیک هیلو در هاوایی، یک دالان گدازه قابل توجه و طولانی است؛ طول آن ۶۵٫۶ کیلومتر می‌باشد.
غارهای گدازه‌ای شامل دالان‌های گدازه‌ای می‌شوند ولی به آن‌ها محدود نمی‌باشند. سایر غارهایی که بر اثر فعالیت‌های آتشفشانی ایجاد می‌شوند عبارتند از غارهای شکافته شده، غارهای قالب گدازه، لوله‌های عمودی آتشفشانی باز، و غارهای متورم.

### غارهای دریایی یا ساحلی
غارهای دریایی در مجاورت سواحل سراسر جهان یافت می‌شوند. یک شرایط ویژه، غار ساحلی است، که در اثر فعالیت‌های موجی در مناطقی از دریا ایجاد می‌شود که صخره ضعیفی دارند. اغلب این ضعف‌ها گسل‌اند، اما می‌تواند محل تماس صفحات بستر نیز باشد. برخی غارهای موجی اکنون به دلیل پایین آمدن سطح آب، بالای آن قرار دارند. در جاهای دیگر، مانند خلیج فانگ نا در تایلند، دریاها غارهای حلال‌پوشی‌شده را فراگرفته‌اند، و اکنون در معرض فرسایش قرار دارند. طول اغلب غارهای دریایی ۵ تا ۵۰ متر است ولی ممکن است تا ۳۰۰ متر هم برسد.

### غارهای فرسایشی
غارهای فرسایشی در اثر فرسایش حاصل از جریان‌هایی ایجاد شده‌اند که سنگ‌ها و رسوبات را با خود می‌آورند. این‌ها در هر شکلی از سنگ‌ها ایجاد می‌شوند، از جمله سنگ‌های سخت مانند گرانیت. در حالت عمومی باید مکان ضعیفی باشد که آب را بدان جا هدایت کند، مانند یک گسل. یک زیرگروه از غارهای فرسایش غارهای بادی هستند، که از رسوبات بادی ایجاد شده‌اند. بسیاری از غارهایی که در ابتدا از فرایندهای حلال‌پوشی‌شده ایجاد شده‌اند اغلب تحت فاز متعاقب فرسایش قرار می‌گیرند، جایی که جریان‌های فعال و رودخانه‌ها از آنان عبور می‌کنند.

### غار یخچالی

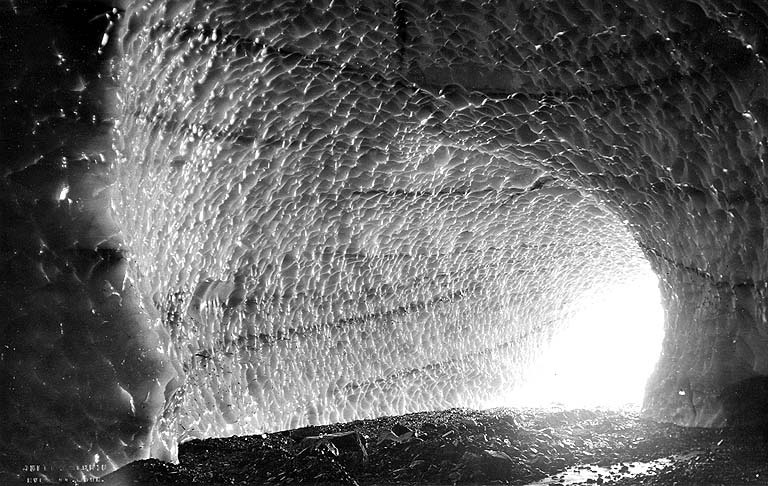
غار یخچالی در یک یخچال بزرگ، در کوه بیگ فور، ایالت واشینگتن سال ۱۹۲۰.

غارهای یخچالی از ذوب‌شدن برف و جریان آب در داخل یا زیر یخچال‌های طبیعی ایجاد می‌شوند. این حفره‌ها تحت تأثیر جریان بسیار آرام یخ قرار دارند، که تمایل به فروریختن غارها دارند. گاهی اوقات غارهای یخچالی به نادرستی به عنوان «غارهای یخی» شناخته می‌شوند، اگرچه این واژه بعدی به درستی به غارهای پایه‌ای اشاره دارد که شامل تکیل‌های طول سال می‌باشند.

### غار شکافته
غارهای شکافته زمانی ایجاد می‌شوند که لایه‌های مواد معدنی حل‌شده، مانند سنگ گچ، از میان لایه‌های سنگ‌های کمتر حل شده خارج شوند. این سنگ‌ها می‌شکنند و در شکل بلوک‌هایی از سنگ فرو می‌ریزند.

### غار توده‌ای
غارهای توده‌ای اغلب از باز شدن تخته‌سنگ‌های بزرگی ایجاد شده‌اند که به‌طور تصادفی برسر پشته‌های فرود می‌آیند و اغلب در پایه صخره‌ها قرار دارند. این مواد غیر ثابت «توده سنگ» نام دارند که به سنگ‌ریزش و زمین‌لغزش مربوط می‌باشند.

### غار دریاپیوند
غارهای دریاپیوند یا آنکیالاین (Anchialine) (برگرفته از واژهٔ یونانی ankhialos به‌معنای «نزدیک دریا») غارهایی هستند که ساحلی بوده و اغلب شامل مخلوطی از آب شیرین و آب شور می‌باشد (اغلب آب دریا). این غارها در بسیاری از جاهای جهان یافت می‌شوند و اغلب دارای جانوران بومی‌اند.
سامانهٔ آبی دریاپیوند به یک تودهٔ آبی محصور در خشکی گفته می‌شود که با اقیانوس ارتباط زیرزمینی دارد. این سامانه‌ها بسته به نوع تشکیل خود می‌توانند به دو شکل اصلی ظاهر شوند: حوضچه‌ها یا غارها. ویژگی اصلی تمایز میان این دو، دسترسی به نور است. سامانه‌های غاری عموماً فاقد نور (آفوتیک) هستند، در حالی که حوضچه‌ها دارای نور (یوفوتیک) می‌باشند. این تفاوت در دسترسی به نور تأثیر زیادی بر زیست‌شناسی سامانه دارد.
سامانه‌های آبی دریاپیوند بخشی از سفره‌های آب ساحلی هستند که به‌صورت لایه‌ای با چگالی متفاوت شکل گرفته‌اند، به‌طوری که آب نزدیک به سطح، شیرین یا لب‌شور است و آب شور از سمت ساحل در عمق نفوذ می‌کند. بسته به مکان، ممکن است بتوان به آب شور عمقی به‌طور مستقیم در حوضچهٔ دریاپیوند دسترسی داشت، یا این دسترسی تنها از طریق غواصی در غار امکان‌پذیر باشد.
این سامانه‌ها در سراسر جهان به‌ویژه در سواحل نوگرمسیری که زمین‌شناسی و سفره‌های آب آن نسبتاً جوان هستند و توسعهٔ خاک حداقل است، بسیار رایج‌اند. چنین شرایطی به‌طور ویژه در مناطقی رخ می‌دهد که بستر زمین از سنگ‌آهک یا گدازهٔ آتشفشانی تازه‌تشکیل‌شده تشکیل شده است. بسیاری از سامانه‌های آبی دریاپیوند در سواحل جزیرهٔ هاوایی، شبه‌جزیرهٔ یوکاتان، جنوب استرالیا، جزایر قناری، جزیرهٔ کریسمس و دیگر مناطق کارستی و آتشفشانی یافت می‌شوند.

## الگوهای فیزیکی

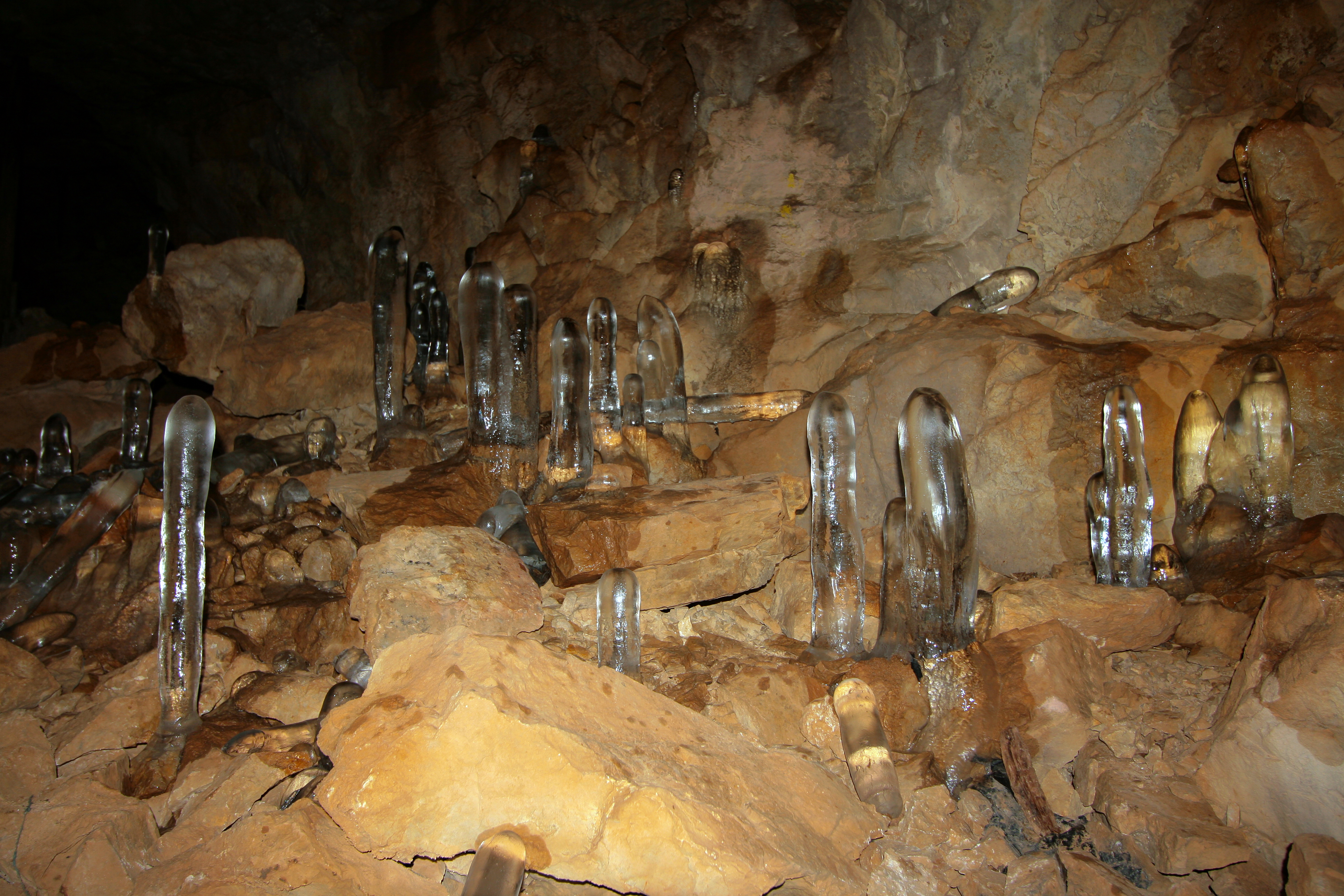
قندیل‌های غار یخ مراد در منطقه گچسر ایران

- قندیل‌های غار یخ مراد در منطقه گچسر ایرانغارهای شاخه‌ای شبیه الگوهای جریانی دندریتیکی هستند؛ آن‌ها از گذرگاه‌هایی ایجاد شده‌اند، که به شاخه‌های پایین‌دست متصل هستند. غارهای شاخه‌ای رایج‌ترین الگوهای غار هستند و در نزدیک گودال‌هایی ایجاد می‌شوند که آب‌های زیرزمینی آن‌جا تقویت می‌گردند. هر گذرگاه یا شاخه‌ای که از منبع تقویت جداگانه‌ای تغذیه می‌شود و به شاخه‌های پایین دست متصل می‌گردد.[۸]
- غارهای شبکه زاویه‌ای از درزهای متقاطعی از سنگ‌های کربنات ایجاد، و دارای شکستی هستند که با فرسایش شیمیایی پهن شده‌اند. این شکست‌ها مسیرهای بلند، باریک و راستی را ایجاد می‌کنند که در حلقه‌های گسترده بسته ادامه دارند.[۸]
- غارهای بخیه‌ای مانند جریان‌های بافتی سطحی هستند که مسیرشان جدا می‌شود و سپس با زه‌کشی‌های رو به پایین برخورد می‌کنند. آن‌ها اغلب در طول یک بستر یا سازه شکل می‌گیرند، و تنها به ندرت از بسترهای پایین‌تر و بالاتر عبور می‌کنند.[۸]
- غارهای اسفنجی زمانی ایجاد می‌شوند که حفره‌های محلول از مخلوط آب‌های گوناگون شیمیایی به یکدیگر متصل می‌گردند. حفره‌های از یک الگو که دارای سه بعد اند و رندمی می‌باشند، مشابه یک اسفنج‌اند.[۸]
- غارهای شاخک‌شکل اتاق‌ها، راهروها و گذرگاه‌های بزرگ بی‌قاعده، را شکل می‌دهند. این اتاق‌های سه-بعدی تصادفی از بالا آمدن سطح آب‌های زیرزمینی ایجاد می‌شوند، که با آب غنی شده از هیدروژن سولفید، سنگ‌های کربناتی را می‌سایند.[۸]
- غارهای گودالی (غارهای عمودی، چاه‌ها یا حفره‌ها) از یک محور عمودی ساخته شده‌اند، نه یک گذرگاه افقی. آن‌ها ممکن است با یکی از الگوهای بالایی مرتبط باشند.

## توزیع جغرافیایی

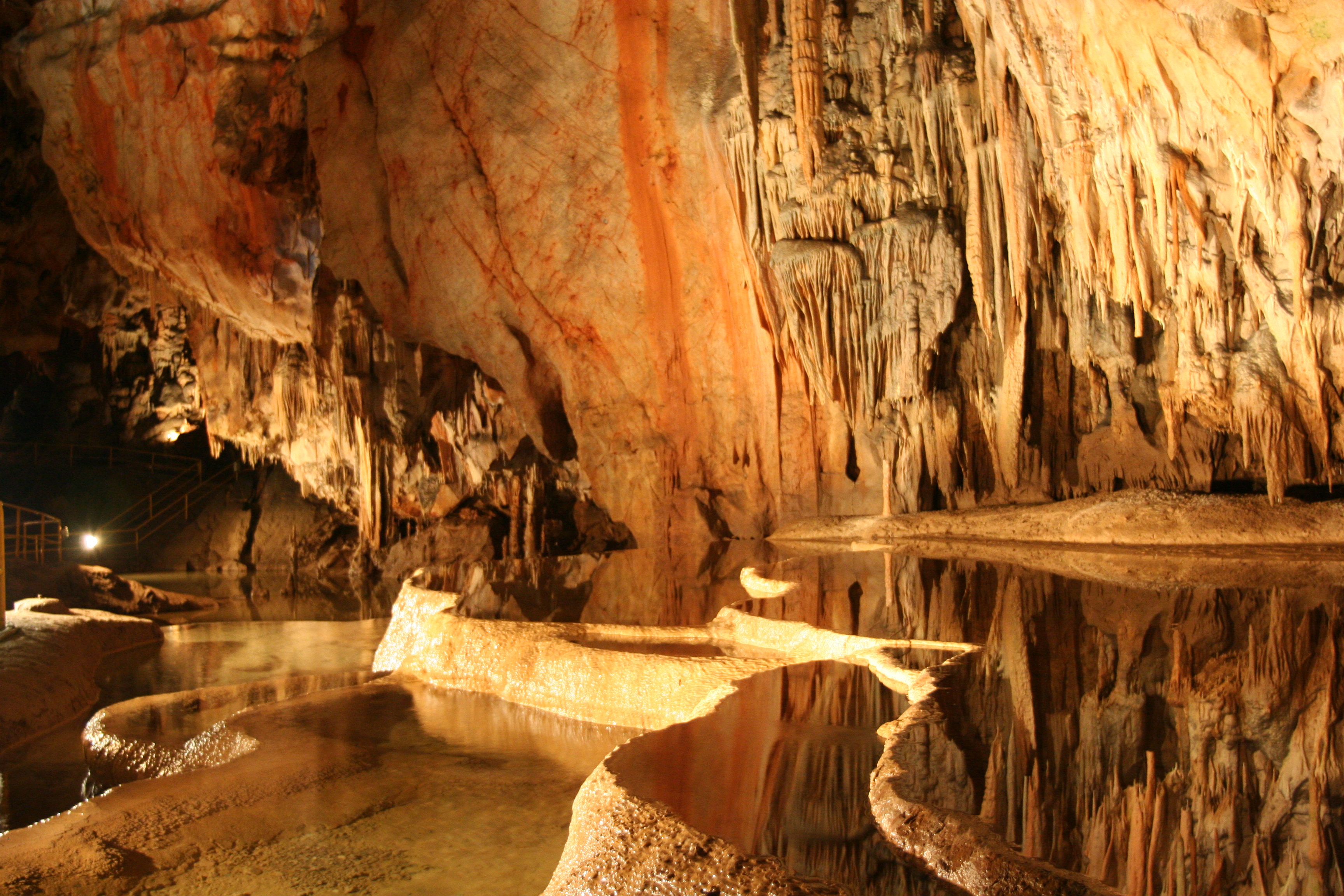
غار دومیکا در کارست اسکواک (اسلواکی)

غارها در سراسر جهان وجود دارند، اما تعداد اندکی از آن‌ها توسط غارنوردان کشف و مستندسازی شده‌اند. توزیع سیستم‌های غاری مستندسازی شده در کشورهایی منحرف شده‌است که سال‌هاست غارنوردی در آن‌ها محبوبیت دارد (مانند فرانسه، ایتالیا، استرالیا، بریتانیا، ایالات متحده آمریکا و غیره). در نتیجه، غارهای اکتشافی به‌طور وسیعی در اروپا، آسیا، آمریکای شمالی و اقیانوسیه یافت شده‌اند، اما در آمریکا، آفریقا و جنوبگان کمترند.
این یک تعمیم نادرست است، زیرا بخش‌های وسیعی از آمریکای شمالی و آسیا عاری از قارهای مستند می‌باشند، درحالی‌که جنگل‌های برگ‌ریز خشک ماداگاسکار و بخشی‌هایی از برزیل دارای غارهای مستند فراوانی هستند. از آن‌جا که غارنوردان وسعت سنگ‌های حل‌شدنی جهان را بررسی می‌کنند، توزیع غارهای مستند ممکن است تغییر کند. برای مثال، با این‌که چین دارای حدوداً نیمی از سنگ آهک جهان است (بیش از ۱۰۰۰۰۰۰ کیلومتر مربع)، دارای غارهای نسبتاً اندکی می‌باشد.

## ثبت‌ها و ترین‌ها
- بزرگ‌ترین طول کلی مسیر عبور به پارک ملی غار ماموت در کنتاکی ایالات متحده آمریکا مربوط می‌شود که طول آن ۶۴۳ کیلومتر است. این عدد خیلی تعجب‌آور است زیرا در رتبه دوم غار جوول در داکوتای جنوبی در ایلات متحده آمریکا است که طولش ۲۶۷ کیلومتر می‌باشد.[۹]
- طولانی‌ترین غار زیرآبی بررسی شده، سیستما اکس بل در شبه‌جزیره یوکاتان، در مکزیک است که طولش ۲۴۲ کیلومتر می‌باشد.[۹] این رکورد چندین بار به دست سیستما ساک اکتون افتاده‌است که اکنون ۲۲۰ کیلومتر می‌باشد.
- عمیق‌ترین غار شناخته شده (با اندازه‌گیری از بالاترین نقطه ورود تا پایین‌ترین نقطه)، غار ورونیا در گرجستان است که عمقش ۲۱۹۷ متر می‌باشد.[۱۰] این اولین غاری کشف‌شده‌ای بود که عمقش از ۲ کیلومتر تجاوز می‌کرد. (اولین غار کشف شده‌ای که در عمق زیر یک کیلومتر قرار داشت، غار مشهور گوفر برگر در فرانسه بود) در حال حاضر دومین و سومین غارهای عمیق، غار سارما و غار ایلیوزیا مزهونوگو اسنزنایا در گرجستان اند (به ترتیب ۱۸۳۰ و ۱۷۵۳ متر).[۱۰] عمیق‌ترین غار در خارج گرجستان، غار لامپرچتسوفن در استرالیا است که عمقش به ۱۶۲۳ متر می‌رسد.[۱۰]
- عمیق‌ترین گودال عمودی در یک غار، غار ورتوگلاویکا در اسلوونی با عمق ۶۰۳ متر است. قلاء غاری در کوهستان پرآو در کرمانشاه ایران با عمق ۵۵۹ متر دومین چاه غار عمودی جهان به‌شمار می‌رود[۱۱] و با این حساب غار پاتکو گاست، با عمق ۵۵۳ متر در کوه ولبت در کرواسی که در مکان دوم قرار داشت اکنون در جایگاه سوم است.
- بزرگ‌ترین فضای کشف‌شده در تالار ساراواک در پارک ملی گونونگ مولو (ساراواک، بورنئو و میری (مالزی)) قرار دارد، تالاری شیب‌دار، تخته‌سنگی و پوشیده، با مکانی در حدود ۷۰۰ در ۴۰۰ متر و ارتفاع ۸۰ متر. به نظر می‌رسد سیستم غاری کلیرواتر با حجم ۳۰۳۴۷۵۴۰ متر مکعب، بیشترین حجم را در بین غارهای دنیا دارد.
- بزرگ‌ترین گذرگاه کشف‌شده در غار سون دونگ در پارک ملی فونگ نها-که بانگ در استان کوانگ‌بن در ویتنام قرار دارد. با بررسی‌های دانشمندان ویتنامی-بریتانیایی انجمن بریتانیایی مطالعه غار، طول این غار ۴٫۶ کیلومتر، ارتفاعش ۸۰ متر و در اکثر طول خود پهن است.[۱۲]

### پنج غار طولانی بررسی شده جهان
1. غار ماموت، کنتاکی، ایالات متحده آمریکا[۹]
2. سیستما ساک آکتون، مکزیک[۹]
3. غار جوول، داکوتای جنوبی، ایالات متحده آمریکا[۹]
4. سیستما اکس بل‌ها، مکزیک[۹]
5. غار اپتیمیستیچنا، اوکراین[۹]

## بوم‌شناسی

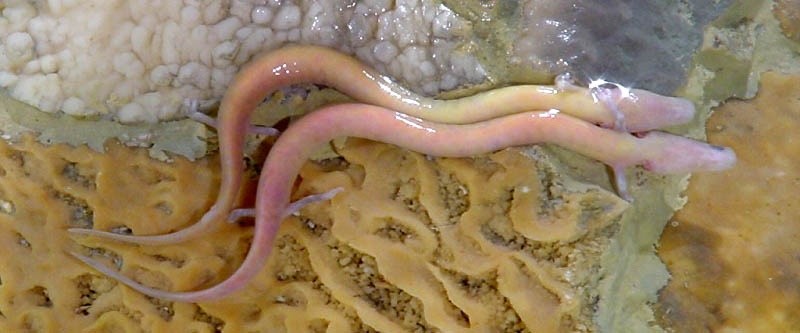
سمندر سفید در غار اسلونیایی

گونه‌های حیوانات ساکن در غار به این دسته‌ها تقسیم می‌شوند: تروگلوبایت‌ها (گونه‌هایی که تنها به غارها محدود می‌شوند)، تروگلوفایل‌ها (گونه‌هایی می‌توانند تمام عمر خود را در غار زندگی کنند، ولی در خارج غار نیز قادر به زندگی اند)، تروگلوکسن‌ها (گونه‌هایی که از غار استفاده می‌کنند، ولی نمی‌توانند چرخه زندگی خود را در غار کامل کنند)، و استثناها (مواردی که در هیچ‌یک از دسته‌های ذکر شده جا ندارند). برخی نویسندگان برای اشکال آبی از واژگان جداگانه‌ای استفاده می‌کنند.
از میان این حیوانات، شاید تروگلوبایت‌ها رایج‌ترین موجودات زنده باشند. این گونه‌ها اغلب ویژگی‌هایی از خود نشان می‌دهند که به ویژگی‌های تروگلومورفیک مشهورند، و با فرایند سازگاری آن‌ها با زندگی نهانی در ارتباطند. این ویژگی‌ها عبارتند از نداشتن رنگ‌دانه (اغلب موجب ایجاد بافت بی‌رنگ یا سفید می‌شود)، نداشتن چشم (یا حد اقل قابلیت بینایی)، زائده‌های کشیده‌شده، و تقویت سایر حس‌ها (مانند توانایی درک ارتعاشات درون آب). تروگلوبایت‌های دریایی مانند میگوی غارزی آلاباما که در حال انقراض اند، در بدنه‌های آبی موجود در غارها زندگی می‌کنند و غذای خود را از مواد معدنی شسته‌شده به درون غار و همچنین مدفوع خفاش‌ها و سایر موجودات زنده درون غار تأمین می‌کنند. سایر تروگلوبایت‌های دریایی عبارتند از: ماهی غارزی و سمندر غارزی، مانند سمندر سفید و سمندر کور تگزاس.
حشرات غارزی مانند الیگافروراها (به‌طور رایج ارکافروراها) تروگلوفایل هستند و طولشان به ۱٫۷ میلی‌متر می‌رسد. این موجودات به‌طور گسترده توزیع می‌یابند و تاکنون به خوبی مورد بررسی قرار گرفته‌اند. بیشتر نمونه‌ها ماده‌اند، اما در سال ۱۹۶۹ در غار سنت کوترتز سوالت یک نمونه نر نیز یافت شد.
خفاش‌هایی مانند خفاش خاکستری و خفاش بدون دم مکزیکی، تروگلوکسن اند و اغلب در غارها یافت می‌شوند؛ آن‌ها در خارج از غار به جستجوی غذا می‌روند. برخی گونه‌های جیریجیرک‌های شتری نیز از تروگلوکسن‌ها به‌شمار می‌روند، زیرا روز را در غار استراحت می‌کنند و شبانگاهان در بیرون به دنبال غذا می‌گردند.
به دلیل طبیعت آسیب‌پذیر اکوسیستم غار، و این حقیقت که مناطق غاری از یک‌دیگر جدا هستند، غارها گونه‌های در معرض انقراض را در خود جای داده‌اند، که از جمله آن‌ها می‌توان به عنکبوت دندان غاری، عنکبوت دریچه بندشکم، و خفاش خاکستری اشاره کرد.
بسیاری از موجودات سطح زمین از جمله انسان وارد غارها می‌شوند. این‌ها اغلب تهاجم‌های نسبتاً کوتاه‌مدتی هستند که به دلیل کمبود نور یا غذا روی می‌دهند.
برخی گیاهان مخصوص نیز قادر به رفتن به غارند. برای مثال، در مناطق معتدل شرقی ایالات متحده، ورود به غار در میان سرخس‌های آن منطقه رایج است.

## اهمیت باستان‌شناسی و فرهنگی

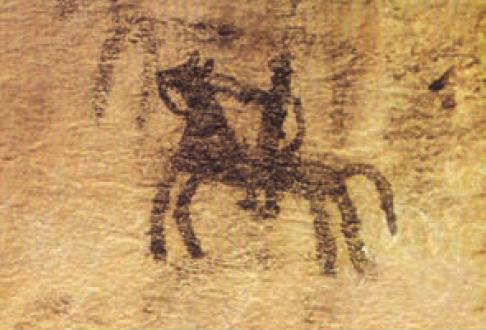
دیوارنگاری غار دوشه، خرم‌آباد لرستان، حدود هزاره اول پیش از میلاد

در سراسر تاریخ انسان‌های اولیه از غارها استفاده نموده‌اند. اولین فسیل انسان در غارهایی از سری غارهای نزدیک کروگرزدراپ و موکوپانه در آفریقای جنوبی یافت شده‌اند. غارهایی که در استرکفونتین، اسوارتکرانس، کرومدرایی بی، مالاپا، گندولین و ماکاپانسگات قرار دارند، فسیل‌های طیف گسترده‌ای از گونه‌های انسانی را شامل می‌شوند که به بین ۳ تا ۱ میلیون سال قبل بازمی‌گردند و شامل جنوبی‌کپی آفریقایی، جنوبی‌کپی سدیبا و پرامردم تناور می‌باشند. با این وجود، اعتقاد بر این اس که این انسان‌های اولیه در غار زندگی نمی‌کردند، بلکه فرار از دست گوشت‌خوارانی که در تعقیبشان بودند، آن‌ها را به این مکان‌ها کشانده‌است.
اولین انسان‌سان در سال ۱۹۲۴ در تانگ چایلد آفریقا یافت شد، سال‌ها گمان بر این بود که او در غار زندگی می‌کرد اما معلوم شد که یک عقاب در حال تعقیبش بود. با این وجود، این موضوع هنوز مطرح است (هوپلی و همکاران، ۲۰۱۳). غارهایی در دولومیت ساخته شده، و شامل مکان‌های غار واندرورک در اوایل، اواسط و اواخر عصر سنگی بودند، با این وجود، غارهایی که در لبه پرتگاه‌ها قرار دارند، مانند غار موجود در تانگ چایلد، در انباشته شدن ثانویه سنگ آهک ساخته شده‌اند. شواهد فراوانی از سایر انسان‌های اولیه وجود دارد که حداقل ۱ میلیون سال قبل در غارهای سراسر جهان ساکن بودند، از جمله آن‌ها انسان راست‌قامت در زوکودیان چین، انسان رودزیایی در آفریقای جنوبی در غار هرتز (ماکاپانسگات)، نئاندرتال و انسان هایدلبرگی درد اروپا و در منطقه باستانی آتاپوئرکا، انسان فلورسی در اندونزی و انسان‌تبار دنیسووا در سیبری جنوبی بودند.
در جنوب آفریقا انسان‌های مدرن در ۱۸۰۰۰۰ سال قبل توانستند در غارهای دریایی پناه بگیرند و برای اولین‌بار از دریا بهره‌برداری کنند. قدیمی‌ترین منطقهٔ کشف شده در نقطه پیناکل قرار دارد. این موجب توسعه سریع انسان‌ها در خارج از آفریقا و ایجاد مناطق سکونتی در سراسر جهان مانند استرالیا (۶۰–۵۰ هزار سال قبل) شد. در سراسر جنوب آفریقا، اروپا و استرالیا، انسان‌های اولیه مدرن از غارها و پناه‌گاه‌های سنگی، نقاشی سنگی مانند آنچه که در قلعه گیانتز به چشم می‌خورد، ایجاد کردند. غارهایی مانند غار یوئادونگ در چین، برای پناهگاه، دارای مقبره‌های سنگ تراشیده‌شده‌ای هستند. در میان غارهای مقدس مشهور، غار چینی هزاران بودا و غار مقدس کرت قرار دارد.
در ایران غارهای زیادی در زاگرس و البرز مورد استفاده انسان‌های دوران پارینه‌سنگی بوده‌اند. یکی از این مجموعه غارها که توسط باستان‌شناسان کاوش شده‌اند غارهای قلعه بزی هستند که آثار سکونت در آنها بیش از ۴۰ هزار سال قدمت دارد

## کاربرد غارها
یکی از کاربردهای مهم غارها، ذخیره کردن برق است، در ساعاتی از شبانه روز که مصرف برق کم است، مثلاً بین ساعات ۲۴ تا ۵ صبح روز بعد، می‌توان به وسیلهٔ کمپرسورهای قوی، هوا را در غاری که دیواره و سقف و کف آن غیرقابل نفوذ است، به صورت فشرده ذخیره کرد و در زمانی که برق بیشتری مورد نیاز است، به صورت هوای فشرده ذخیره شده در غار توربین‌های دیگر نیروگاه را به حرکت درمی‌آورند تا کمبود برق را جبران کند، حجم این مخزن‌های طبیعی گاهی در حدود ۵۰۰ هزار متر مکعب است.

## نگارخانه

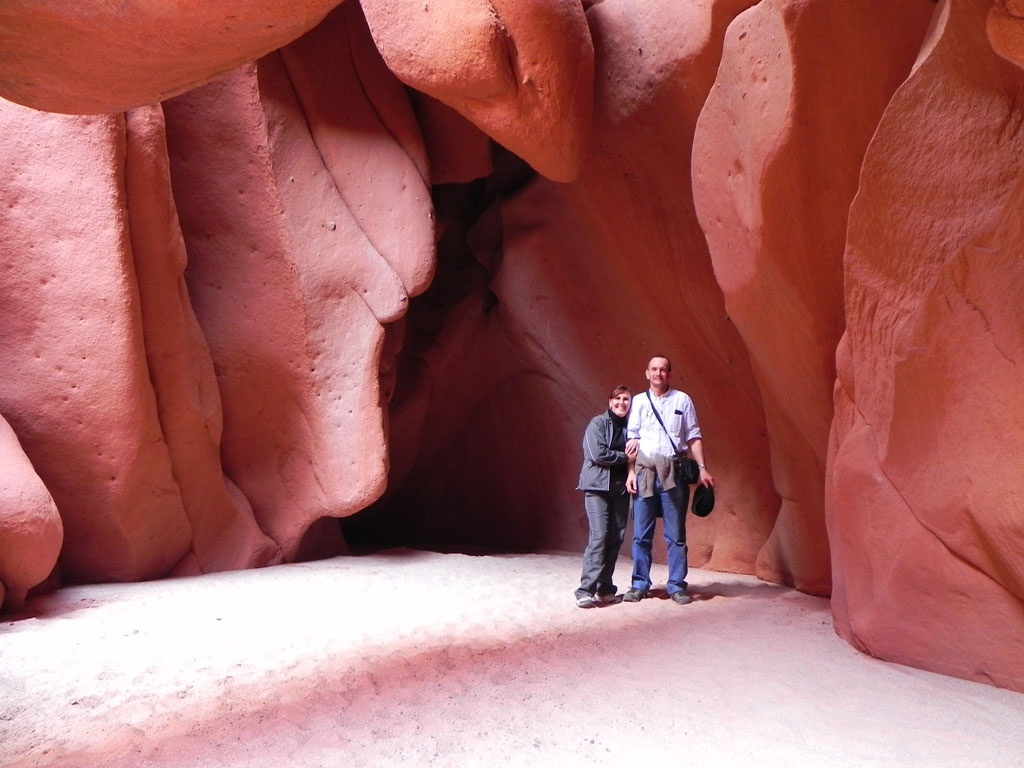
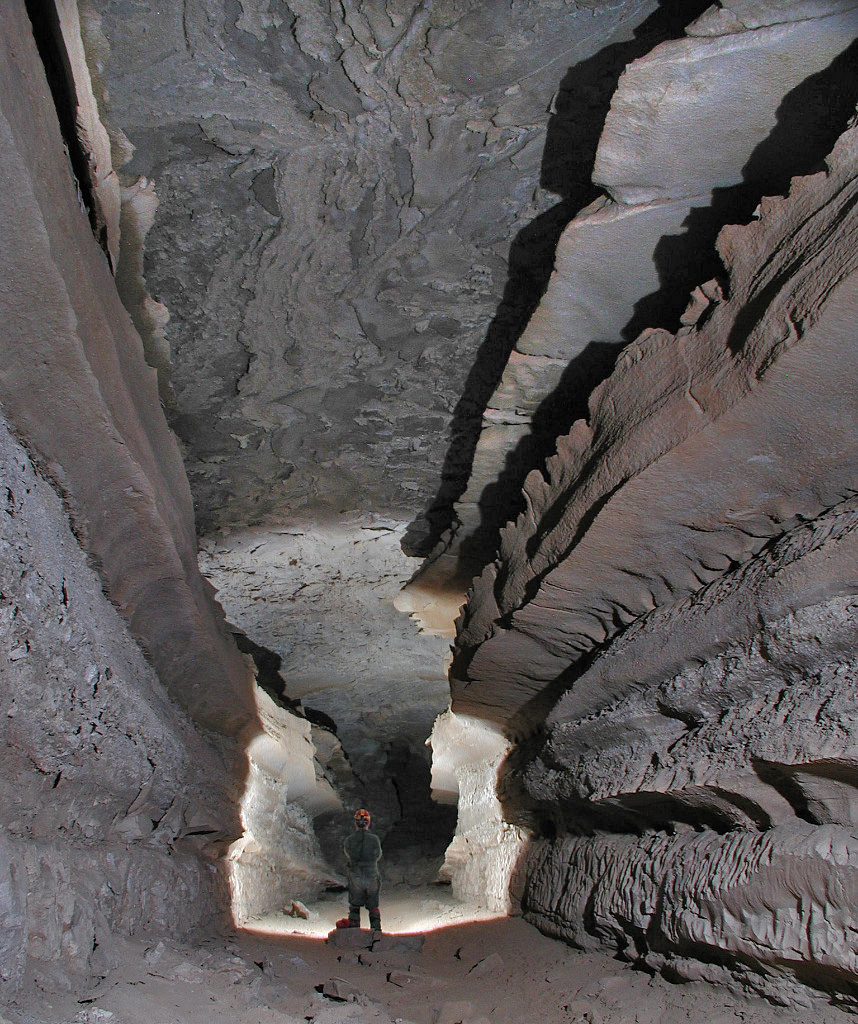
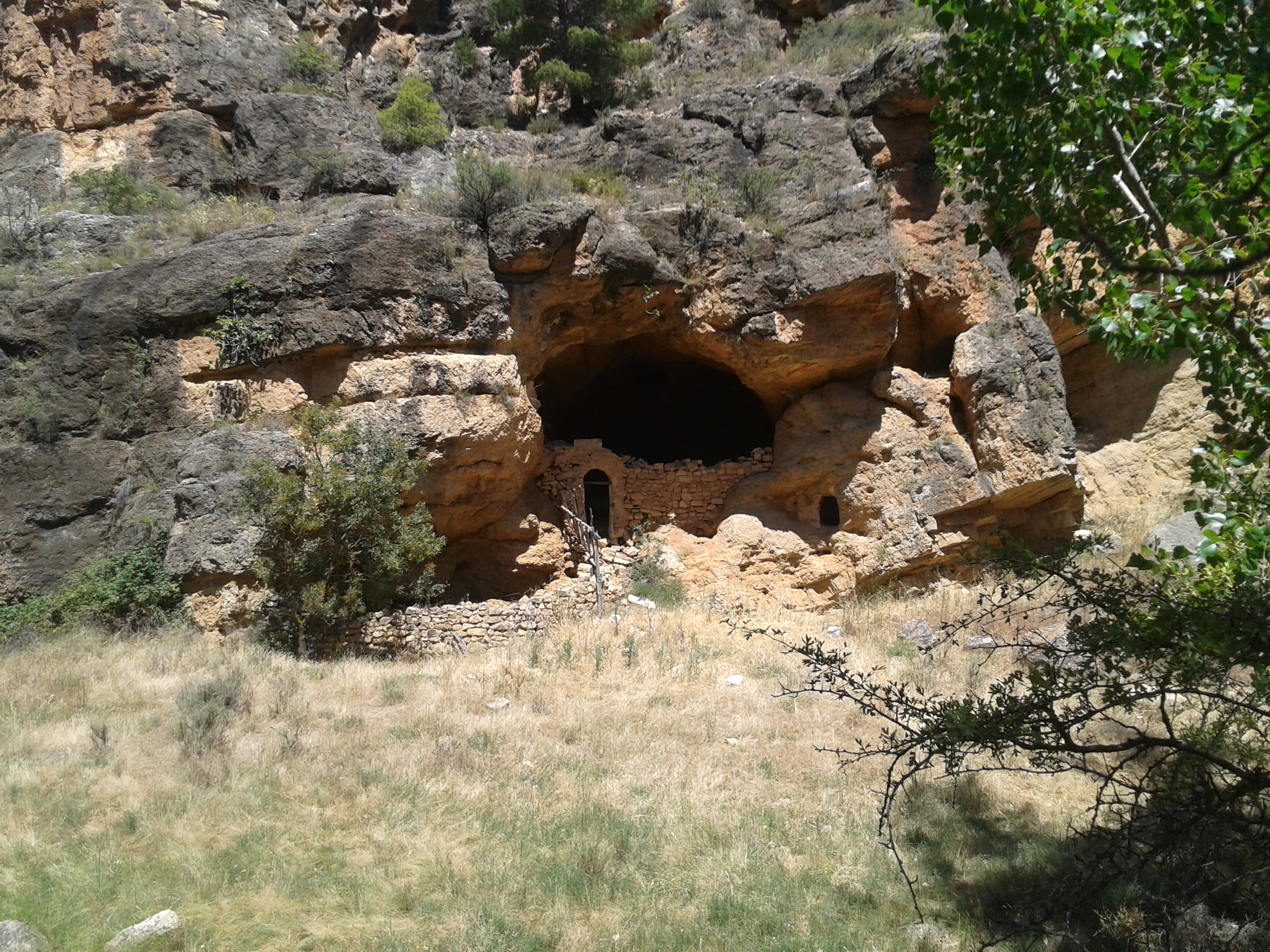
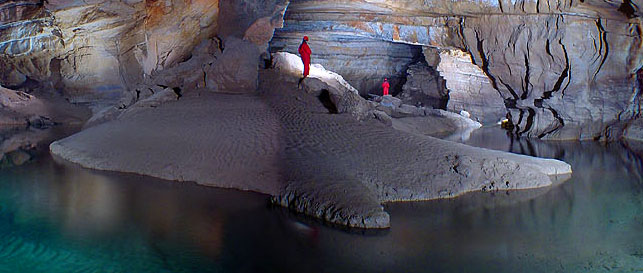
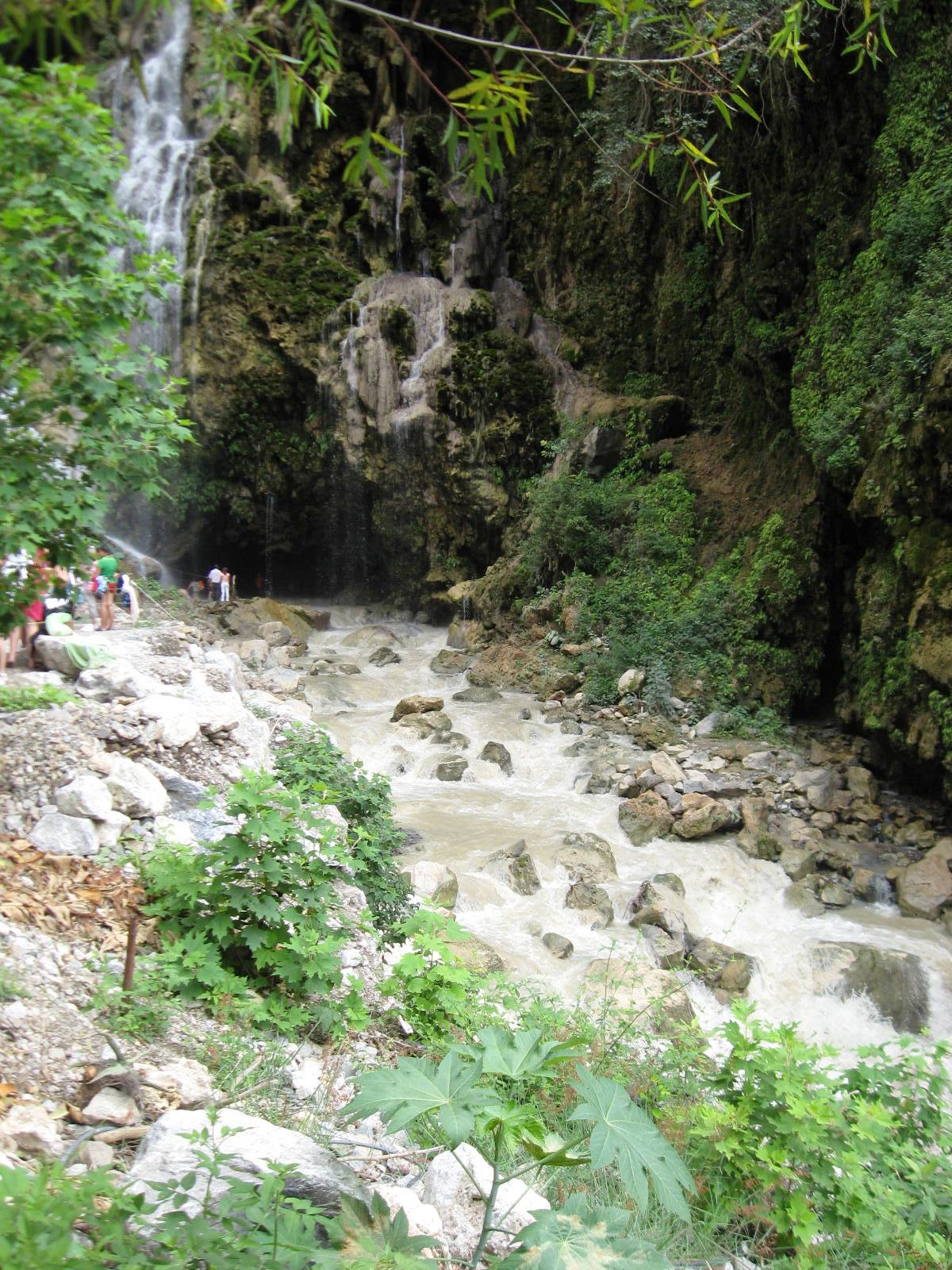
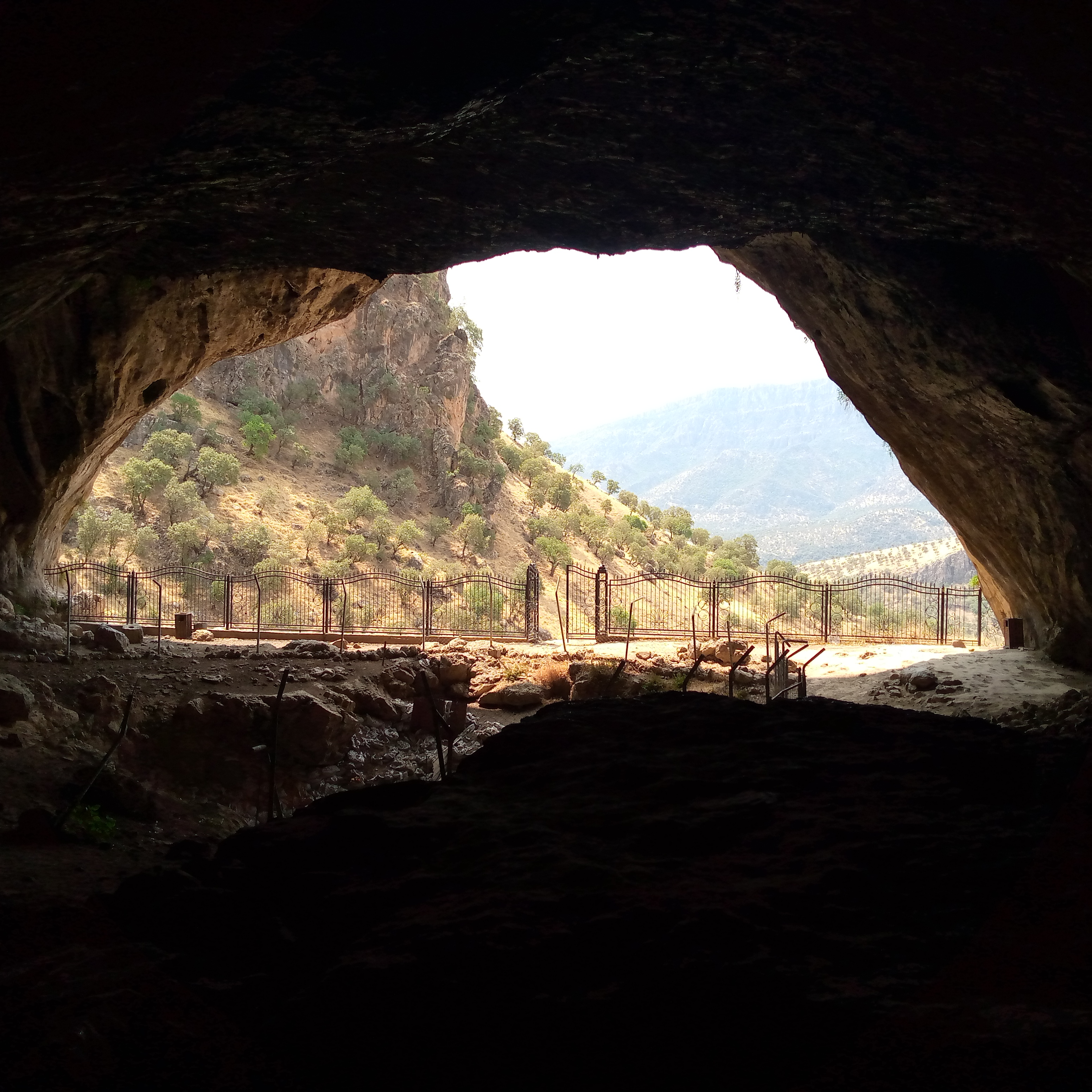